# Yūzen

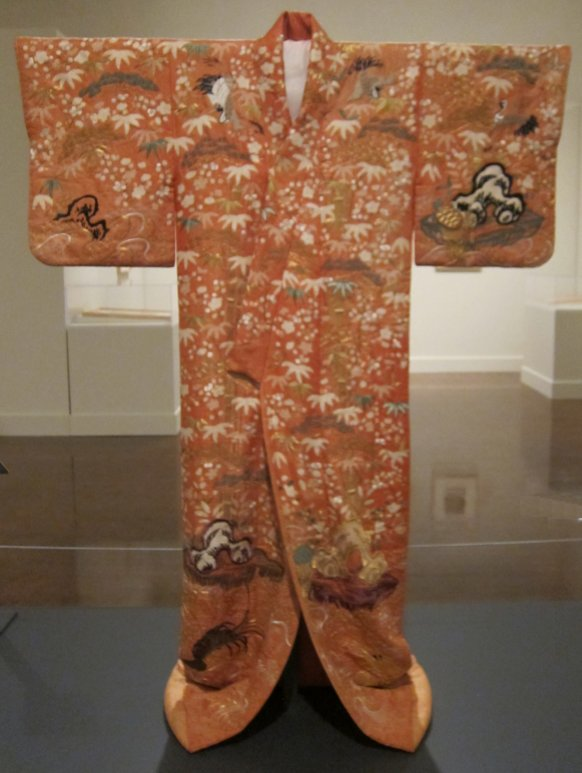
Uchikake-Kimono (Hochzeitskimono) aus Seide, handgefertigt mit Yūzen-Technik, 18. Jhd., Honolulu Museum of Art

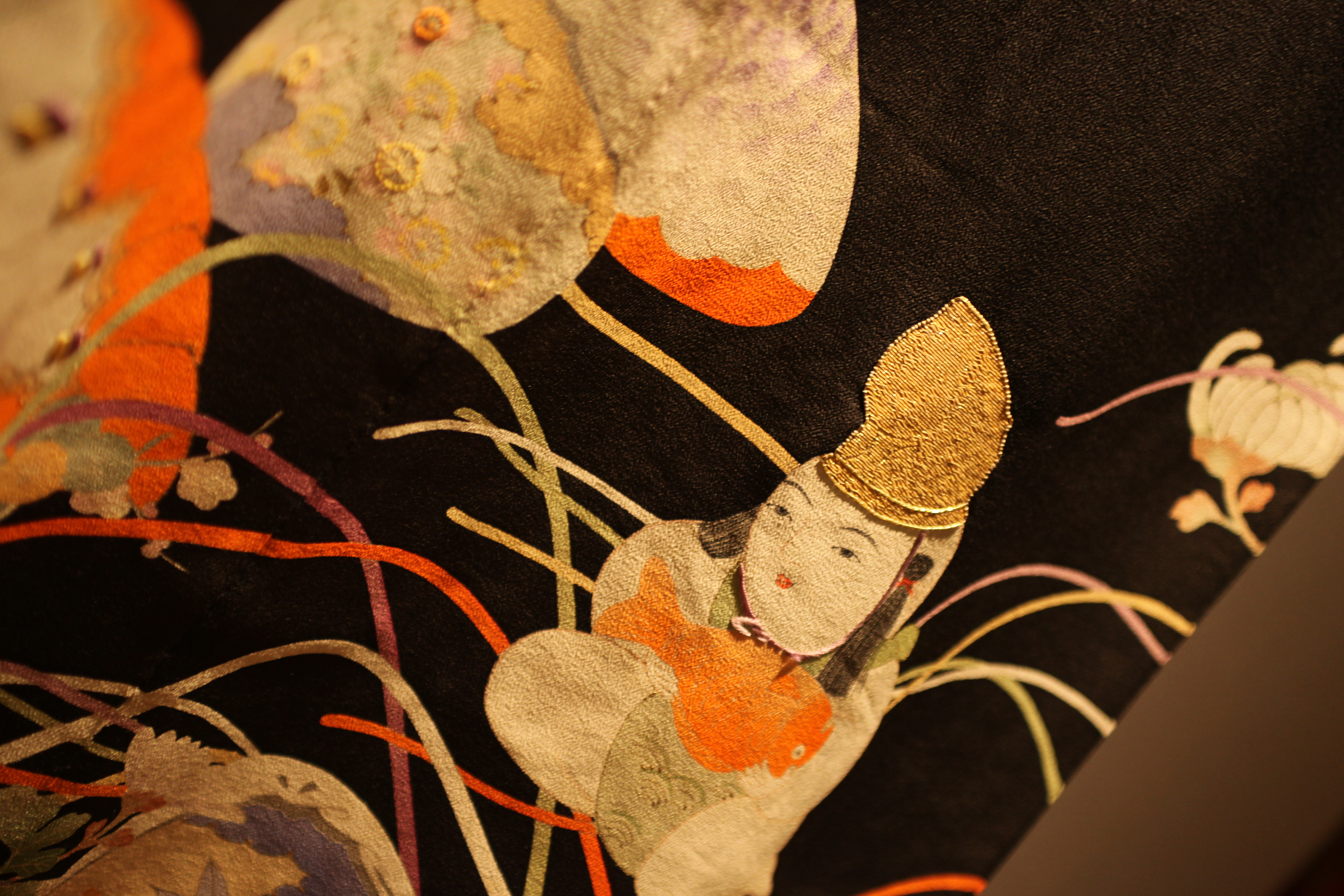
Detail einer Yūzen-Färbung mit Blattgold auf einem Frauenkimono aus der Taishō-Zeit

Yūzen (jap. 友禅, auch: 友禅染, Yūzenzome) ist eine Technik des japanischen Kunsthandwerks zum Aufbringen farbiger Muster auf Stoffen. Es handelt sich um eine Reservefärbung, bei der Reispaste auf den Stoff aufgetragen wird, sodass nur die damit nicht behandelten Stellen beim Färbevorgang Farbe annehmen. Heutzutage werden häufig Papierschablonen (型紙, katagami) verwendet, mit deren Hilfe Muster auf den Stoff aufgedruckt werden.
Die Technik wurde in der frühen Edo-Zeit entwickelt. Die Bezeichnung leitet sich vom Namen des Färbers und Fächermalers Miyazaki Yūzensai (宮崎友禅斎, 1654?–1736?) ab, dem die Entwicklung der heute Kyō-Yūzen (京友禅) genannten Technik zugeschrieben wird. Diese ursprünglich in Kyōto (京) verwendete Technik diente dazu weiße Seidenstoffe mit farbigen Mustern zu versehen. Daneben entwickelte sich in Kanazawa im Kaga-Lehen (heute: Präfektur Ishikawa) eine eigenständige Form, die Kaga-Yūzen (加賀友禅) genannt wird. In der Meiji-Zeit hat Hirose Jisuke (1822–1890) die Yūzen-Technik um die Verwendung von Papierschablonen, die katagami erweitert.
Mit der fortschreitenden Entwicklung chemischer Farbstoffe in der Mitte des 19. Jahrhunderts nahm auch die Farbpracht und Komplexität der Yūzen-Muster zu. Die Technik wurde insbesondere für den Furisode-Kimono unverheirateter Frauen verwendet und mit Goldstickereien kombiniert.

## Überblick
Die ursprüngliche Technik des Yūzen ist im Unterschied zur Verwendung von katagami aufwendig und umfasst eine Vielzahl von Arbeitsschritten. Zunächst skizziert man das zu färbende Muster auf dem Stoff. Dazu können in Wasser gelöste Pigmente der Tagblume (Commelina communis) verwendet werden, die den Färbevorgang später nicht beeinträchtigen. Auf diejenigen Stoffpartien, die zunächst nicht gefärbt werden sollen, trägt der Färber anschließend Reispaste als schützende Abdeckung (防染剤, hōsensai) auf. Die zähe Reispaste wirkt wie ein Gummiüberzug, der die Aufnahme der Farbe ins Gewebe verhindert. Durch dünne Linien aus Reispaste können auf diese Weise die Konturen des Musters angelegt werden.
Nachdem die Konturen aufgebracht sind, wird das Muster durch Einfärben der verbleibenden Stoffflächen eingefärbt (色挿し, irozashi). Als Farben können Naturfarbstoffe aus Pflanzen oder Insekten verwendet werden, doch werden heute meist chemische Farbstoffe eingesetzt. Um ein Ineinanderlaufen der Farben zu vermeiden, werden sie nach jeweiligem Trocknen nacheinander aufgetragen. Anschließend wird das Muster 20 bis 50 Minuten mit 80 °C heißem Wasserdampf behandelt, um die Farben zu fixieren.

### Exemplarisches Schema der Arbeitsschritte
1. Konsultation von Musterbüchern und Entwurf des Musters durch die Färbemeister (染匠, senshō)[3]
2. Glätten des weißen Ausgangsstoffs mit Dampf (湯熨, yunoshi) auf der Vorder- und Rückseite
3. Bestimmung der Maße (検尺, kenjaku)[4] und Kennzeichnung (墨打ち, sumiuchi)[5] der Stoffgrößen des Kleidungsstücks mittels Linien
4. Erster Entwurf und Vorzeichnen der Konturen des zu färbenden Musters (下絵羽, shitaeba)
5. Auftrag der Konturlinien des gesamten Musters mit Pigmenten der Tagblume (下絵, shitae)
6. Nachzeichnen der Konturlinien mit Reispaste (糊置き, norioki, Aufbringen eines Klebemittels als Schutzschicht)[6]
7. Aufbringen einer Paste aus Klebereis, Reiskleie und Salz (伏糊, fusenori)[7]
8. Einbürsten der Farbe (引き染め, hikizome). Der Stoff kann in modernen Produktionsabläufen dazu in einen Holzrahmen gespannt werden.[8]
9. 20 bis 50 Minuten langes Dämpfen des Stoffes bei 100 °C (蒸し, mushi) und anschließend Auswaschen des Stoffes (水元, mizumoto) von überschüssiger Farbe und fusenori.
10. Farbnachtrag (挿友禅, sashi yūzen) auf den von der Paste geschützten und nunmehr ungefärbten Stellen des Stoffs
11. Erneutes Dämpfen, Waschen und Trocknen des Stoffes
12. Erneutes Glätten des gefärbten Stoffes mit Dampf (yunoshi)
13. ggf. Aufbringen von Blattgold etwa auf Kimonostoffen (金彩, kinsai)
14. ggf. Stickarbeiten (刺繍, shishū) zur Betonung der Plastizität des Musters
15. Prüfung und kleine Korrekturen (補正, hōsei)
16. Vervollständigen des Musters (上絵羽, ageeba) durch Zusammennähen und Fertigstellung des Kleidungsstücks bzw. des Kimono